# Johan Bärling
Johan Bärling, född 7 februari 1694 i Lofta socken, Kalmar län, död 28 februari 1754 i Västra Ny socken, Östergötlands län, var en svensk kyrkoherde i Västra Ny församling.

## Biografi
Johan Bärling föddes 7 februari 1694 i Lofta socken. Han var son till kyrkoherden därstädes. Bärling blev höstterminen 1715 student vid Uppsala universitet, Uppsala. Han prästvigdes 4 maj 1721 till adjunkt i Västra Ny socken, Västra Ny pastorat och blev 7 oktober 1734 kyrkoherde i församlingen. Bärling avled 28 februari 1754 i Västra Ny socken.

### Familj
Bärling gifte sig 13 januari 1726 med Margareta Cnattingius (1601–1772). Hon var dotter till kyrkoherden Daniel Cnattingius och Ebba Arenander i Västra Ny socken. De fick tillsammans barnen Daniel, Sara Lisa (1729–1783) och Helena Margareta (född 1736).